# UFC Fight Night: Teixeira vs. Bader
UFC Fight Night: Teixeira vs. Bader (também conhecido como UFC Fight Night 28) foi um evento de artes marciais mistas promovido pelo Ultimate Fighting Championship, era esperado para ocorrer em 4 de setembro de 2013 no Ginásio Mineirinho em Belo Horizonte, Minas Gerais. Esse evento foi transmitido na Fox Sports dos Estados Unidos.

## Background
O evento principal era esperado para ser entre os meio pesados Glover Teixeira e Ryan Bader, na luta que já foi marcada para o UFC 160, mas a luta foi cancelada devido a uma lesão de Bader.
O evento retorna à capital mineira depois de 1 ano, desde a realização do UFC 147. Este também será o primeiro realizado em uma quarta-feira no Brasil.
Godofredo Pepey era esperado para enfrentar Sam Sicilia no evento, porém, uma lesão tirou Pepey da luta, sendo substituído por Felipe Arantes. Em 7 de Agosto Sicilia também se retirou da luta com uma lesão e foi substituído pelo estreante no UFC Kevin Souza.
Raphael Assunção era esperado para enfrentar T.J. Dillashaw nesse card, porém uma lesão obrigou Assunção a se retirar, e a luta foi cancelada.
Kenny Robertson era esperado para enfrentar João Zeferino no evento, porém uma lesão o tirou do combate. Seu substituto foi o estreante no UFC Elias Silvério.
O brasileiro Marcelo Guimarães era esperado para lutar no evento contra o norte-americano Keith Wisniewski, porém uma lesão o tirou do evento, e o seu substituto passa a ser o brasileiro Ivan Batman.
Hugo Viana era esperado para enfrentar Wilson Reis no evento, porém uma lesão no joelho o tirou do evento.

## Bônus da Noite
Os lutadores receberam US$50.000 (cerca de R$118 mil).
- Luta da Noite:  Rafael Natal vs.  Tor Troéng
- Nocaute da Noite:  Glover Teixeira
- Finalização da Noite:  Piotr Hallmann